# 恋のギャンブル
『恋のギャンブル』（こいのギャンブル）は、2009年10月17日に米米CLUBが発表した34枚目のシングル。発売元はSony Music Records。

## 概要
「秋の米米収穫祭!!」と銘打ち4週にわたりシングル2作・アルバム・DVD5作連続リリースを発表。本作はその第二弾【通称：二ライス（ニライス）】｡初回生産限定盤と通常盤の2形態で発売。初回盤はDVD付。（詳細は後述）

## 収録曲
1. 恋のギャンブル (5:13)
2. Shake Hip Hop! Fickle remix ～Remixed by DJ U-ICHI from HOME MADE 家族 (4:43)
「Shake Hip!」をヒップホップ調にリミックスしたバージョン。ミックスはHOME MADE 家族のU-ICHIによるもの。
3. 恋のギャンブル (instrumental) (5:10)

全作詞・作曲・編曲：米米CLUB （#2 リミックス：DJ U-ICHI from HOME MADE 家族）

## 初回特典DVD
- Happy米米の日!! 0808ヒストリー
これまで“米米の日”に実施した数々のイベントのダイジェスト。